# Est du Mato Grosso do Sul
L'est du Mato Grosso do Sul est l'une des 4 mésorégions de l'État du Mato Grosso do Sul. Elle regroupe 17 municipalités groupées en 4 microrégions.

## Données
La région compte 353 633 habitants pour 94 364 km2.

## Microrégions
La mésorégion de l'est du Mato Grosso do Sul est subdivisée en 4 microrégions:
- Cassilândia
- Nova Andradina
- Paranaíba
- Três Lagoas